# Bəhlul Mustafazadə
Bəhlul Ələmdar oğlu Mustafazadə, kurz auch Bahlul Mustafazada (* 27. Februar 1997 in Baku), ist ein aserbaidschanischer Fußballspieler.

## Karriere

### Verein
Von 2016 bis 2018 spielte Mustafazadə für den Verein FK Qəbələ. Am 7. Februar 2017 wechselte er auf Leihbasis zu Sumqayıt PFK.
Am 26. Juni 2019 unterzeichnete er einen Dreijahresvertrag mit Sabah FK. Im Sommer 2021 verließ Mustafazadə den Verein, um zu al Ain Club zu wechseln, jedoch wurde der Vertrag storniert. Seit 2021 ist er für den Verein Qarabağ Ağdam aktiv.

### Nationalmannschaft
Seit 2019 spielt Mustafazadə für die Aserbaidschanische Fußballnationalmannschaft. Er debütierte am 6. September 2019 bei einem UEFA Euro 2020-Qualifikationsspiel gegen Wales. Bisher absolvierte er 18 Länderspiele.